# ماركوس دانيل
ماركوس دانييل (بالإنجليزية: Marcus Daniell)‏ مواليد 9 نوفمبر 1989 في نيوزيلندا، هو لاعب كرة مضرب نيوزلندي بدأ مسيرته كمحترف سنة 2008 يلعب باليد اليمنى. أعلى تصنيف له في الفردي كان المركز الـ 500 في سنة 2014.

## روابط خارجية
- ماركوس دانيل على موقع رابطة محترفي التنس (الإنجليزية)
- ماركوس دانيل على موقع الاتحاد الدولي لكرة المضرب (الإنجليزية)
- ماركوس دانيل على موقع كأس ديفيز (الإنجليزية)
- ماركوس دانيل على موقع خلاصة التنس.كوم (الإنجليزية)
- ماركوس دانيل على موقع إي إس بي إن.كوم (الإنجليزية)
- ماركوس دانيل على موقع أوليمبيديا (الإنجليزية)
- ماركوس دانيل على موقع اللجنة الأولمبية النيوزيلندية (الإنجليزية)